# Preziosa (nome)
Preziosa  è un nome proprio di persona italiano femminile.

## Varianti
- Alterati: Preziosilla[2]
- Maschili: Prezioso[1][2]

### Varianti in altre lingue
- Catalano: Preciosa[3]
- Inglese: Precious[4][5]
- Spagnolo: Preciosa[3]

## Origine e diffusione
Si tratta di un nome di chiaro stampo affettivo, attestato già durante il Medioevo, volto a significare che la figlia è "preziosa" per i suoi genitori, ed è quindi analogo dal punto di vista semantico al nome slavo Predrag. In altri casi può anche avere matrice religiosa, ispirato al culto del preziosissimo sangue di Gesù. Etimologicamente, l'aggettivo "prezioso" deriva dal latino pretiosus, a sua volta dal termine pretium ("prezzo", "valore").
Secondo dati pubblicati negli anni 1970 in Italia il nome era attestato con schiacciante maggioranza al femminile, e accentrato per metà delle occorrenze in Lazio e Campania. Il nome è documentato, con il senso religioso, anche in Spagna, mentre nei paesi anglofoni esiste il corrispettivo Precious, nome augurale in uso almeno dall'inizio del Ottocento.

## Onomastico
Il nome è adespota, ovvero non ha santo patrono. L'onomastico si può festeggiare il 1º novembre, giorno di Ognissanti, oppure il 1º luglio, in occasione della festa del preziosissimo sangue di Gesù.

## Persone

### Variante Precious
- Precious Dede, calciatrice nigeriana
- Precious Quigaman, modella e attrice filippina

## Il nome nelle arti
- Preziosa è un personaggio delle Novelle esemplari di Miguel de Cervantes.
- Preziosa è la protagonista dell'opera lirica di Antonio Smareglia Preziosa.